# 이현지
이현지(1987년 1월 19일 ~ )는 대한민국의 배우, 가수, MC였다.
2006년부터 각종 예능 프로그램에 출연 하면서 아담한 체형과 귀여운 외모로 포켓걸이라는 별명을 얻으며 많은 사랑을 받았다.
이후 2007년 방시혁과 가재발의 프로젝트 앨범인 바나나걸 3기로 바나나걸의 3집 앨범 초콜렛의 타이틀 곡 '초콜렛', 디지털 싱글 'S'의 보컬로 참여, 음원을 발매했다. 그리고 하하와 함께 뮤직뱅크의 MC로 발탁되어 진행을 맡았다.
스타쉽엔터테인먼트 소속 당시인 2008년 9월에는 첫 EP 앨범 'Kiss Me Kiss Me'와 샤이니의 온유와 함께 부른 듀엣곡인 디지털 싱글 '바닐라 Love Part.2'로 활동하였다. 또 추석특집 우리 결혼했어요에 故 최진영과 함께 가상커플로 출연하기도 했다
이어 같은 해 시트콤 '코끼리', 2010년에는 영화 '주유소 습격사건 2'에 출연하면서 연기자로 활동 범위를 넓히기도 했으나, 연예계를 완전히 떠난 후 일반인으로 지내고 있다.
은퇴 후 평소 관심이 많았던 유아교육 공부와 관련된 일을 하는 것으로 알려졌다.

## 경력
- 2007년 KBS 뮤직뱅크 MC
- 2007년 제3대 바나나 걸 프로젝트 앨범
- 2007년~2008년 SK 와이번스 와이번스걸[1]
- 2008년 서울인형전시회 홍보대사[2]
- 2008년 MBC 시트콤 코끼리
- 2008년 EP 앨범발매 'Kiss Me Kiss Me'
- 2010년 영화 주유소습격사건2

## 발매 음반
| 앨범 종류   | 앨범 정보                                       | 트랙 리스트                                                                                           |
| ----------- | ----------------------------------------------- | --- |
| EP 앨범     | 《Kiss Me Kiss Me》 - 발매일 : 2008년 9월 2일   | 1. Kiss Me Kiss Me 2. 못살아 3. 바닐라 LOVE (Feat. 온유) 4. Kiss Me Kiss Me (Inst.) 5. 못살아 (Inst.) |
| 디지털 싱글 | ‘바닐라 LOVE Part.2’ - 발매일 : 2008년 12월 9일 | 1. 바닐라 LOVE Part.2 (Feat. 온유) 2. 바닐라 LOVE (Original Ver.)                                     |

참여 음반
- 2008년 케이준 - 〈Sweet Christmas〉 (피처링)
- 2012년 캠페인송 〈Beautiful World〉

## 연예인 활동
| 연도 | 제목                  | 역할   |
| ---- | --------------------- | ------ |
| 2008 | 《코끼리》            | 국현지 |
| 2010 | 《주유소 습격사건 2》 | 명랑   |

| 연도       | 제목                                     | 비고     |
| ---------- | ---------------------------------------- | -------- |
| 2006, 2007 | 《일요일이 좋다 - X맨》                  |          |
| 2007~2008  | 《뮤직뱅크》                             | 진행     |
| 2007~2008  | 《행복주식회사 만원의 행복》             | 진행     |
| 2008       | 《일요일 일요일 밤에 - 우리 결혼했어요》 | 추석특집 |
| 2008~2009  | 《골든힛트쏭》                           | 진행     |

| 연도 | 가수      | 곡명                           |
| ---- | --------- | ------------------------------ |
| 2007 | 바나나 걸 | 〈쵸콜렛〉, 〈S - Summer Mix〉 |
| 2008 | 이루      | 〈흰눈〉                       |
| 2012 | V.A       | 〈Beautiful World〉            |

### 광고
- 자장범벅
- 화이트
- 영웅서기4
- 강원도 캠페인